# Esteve d'Agramunt
Esteve d'Agramunt (s.XV) fou un eclesiàstic català. Sembla que va començar la seva carrera a Santa Maria de Gualter i a partir d'aquí fou successivament vicari general del bisbe d'Elna i patriarca de Jerusalem, Francesc Eiximenis (bisbe de 1408 a 1409), i de Jerónimo de Ocón (bisbe de 1410 a 1425); abat de Santa Maria d'Amer entre 1404 i 1406, i abat de Sant Pere de Rodes entre 1416 i 1432. L'abadia d'Amer, la va rebre a través de la procura de Joan d'Agramunt, probable parent seu, el 8 de novembre de 1414. Pel que fa a Sant Pere de Rodes, fou nomenat el gener de 1416, però per problemes amb el Cisma d'Occident no resolts, no va poder excercir-ne el càrrec fins al 1429 i, mentrestant, regia el monestir Pere Sorts, que fou traslladat a Sant Feliu de Guíxols el 1429. Va morir a la tardor de 1432.